# عثمان سويكوت
عثمان سويقوت (بالتركية: Osman Soykut) فنان وممثل تركي/أمريكي ولد في مدينة أنقرة 1957. تخرج في جامعة الشرق الأوسط التقنية من قسم الهندسة المعمارية. استقر في أمريكا عام 1984. وبدأ في العمل 1998. ثم عمل مع المخرج ميلتون كاتسيلاس في وعمل وتدرب معهم لمدة 5 سنوات. شارك في عدة مسلسلات أمريكية وشارك في عدة أفلام أمريكية وعمل مع أل باتشينو، جون مالكوفيتش، وستيف مارتين.
عُرف في تركيا في مسلسل «الغريبان» 2007، ثم جسد دور «آرون فيلر» في مسلسل «وادي الذئاب» 2009، 2011. كما جسد دور «حيدر» في المسلسل البوليسي «بارس، الإرهاب والمخدرات» 2008. كما شارك في مسلسل «مرحبا للحياة» 2012، «أضانلي» 2008، «تتار رمضان» 2013.
أدى دور «ابن العربي» في مسلسل قيامة أرطغرل الذي يسرد سيرة الغازي أرطغرل وقبيلة قايي، في المواسم الأربعة من 2014-2018.ودور «لوكاس نوتاراس» في مسلسل محمد: سلطان الفتوحات الذي يسرد سيرة محمد الفاتح وفتح القسطنطينية.

عثمان سويكوت بدور ابن العربي في مسلسل قيامة أرطغرل

## روابط خارجية
- عثمان سويكوت على موقع IMDb (الإنجليزية)
- عثمان سويكوت على موقع قاعدة بيانات الأفلام العربية
- عثمان سويكوت على موقع قاعدة بيانات الفيلم (الإنجليزية)